# Lago Kirch Stücker
El lago Kirch Stücker (en alemán: Kirch Stückersee) es un lago situado en el distrito de Mecklemburgo Noroccidental, en el estado de Mecklemburgo-Pomerania Occidental (Alemania), a una altitud de 40 metros; tiene un área de 37 hectáreas.